# Теннисный чемпионат Дубая 2010
Теннисный чемпионат Дубая 2010 — ежегодный профессиональный теннисный турнир в серии ATP 500 для мужчин и премьер серии для женщин.
Соревнования проводилось на открытых хардовых кортах в Дубае, ОАЭ. Мужчины выявили лучших в 18-й раз, а женщины — в 10-й.
Турнир прошёл с 15 по 28 февраля 2010 года: первую неделю лучшую выявляли женщины, а вторую — мужчины.
Прошлогодние победители:
- мужчины одиночки —  Новак Джокович
- женщины одиночки —  Винус Уильямс
- мужчины пары —  Рик де Вуст /  Дмитрий Турсунов
- женщины пары —  Кара Блэк /  Лизель Хубер

## Соревнования

### Мужчины одиночки
Новак Джокович обыграл  Михаила Южного со счётом 7–5, 5–7, 6–3

### Женщины одиночки
Винус Уильямс обыграла  Викторию Азаренко со счётом 6-3, 7-5.

### Мужчины пары
Симон Аспелин /  Пол Хенли обыграли  Лукаша Длуги /  Леандра Паеса со счётом 6-2, 6-3

### Женщины пары
Нурия Льягостера Вивес /  Мария Хосе Мартинес Санчес обыграли  Квету Пешке /  Катарину Среботник со счётом 7-65, 6-4
- Испанский дуэт выигрывает свой 10 совместный титул в 16 финале.
- Для Марии и для Нурии этот титул становится 13-м в туре ассоциации ( в 21-м финале ).